# والنتین بیکر

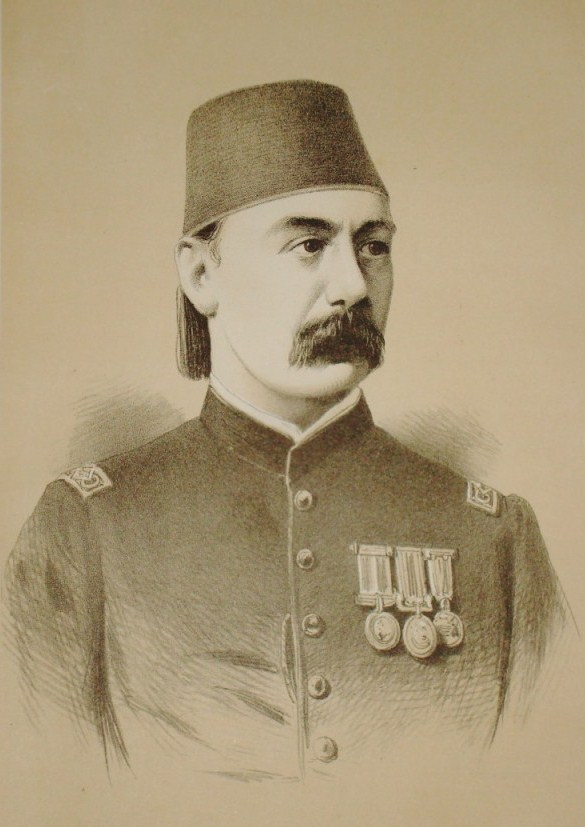
بیکر پاشا

ولنتین بیکر (به انگلیسی: Valentine Baker) معروف به بیکر پاشا (۱ آوریل ۱۸۲۷ – ۱۷ نوامبر ۱۸۸۷) سرباز بریتانیایی و برادر کوچک‌تر ساموئل بیکر بود.
سفرنامهٔ او به ایران با نام «ابرهایی در شرق: سفرها و ماجراها در مرز فارس و ترکمن» منبع بسیار مهمی درباره این کشور است که هنوز به شکل کامل به فارسی ترجمه نشده‌است.. ولی بخش استرآباد و مازندران آن را مزدک دربیکی با عنوان «ابرهایی در شرق: بخش استرآباد و مازندران» به فارسی ترجمه کرده که از سوی انتشارات بنام چاپ شده است. 